# Galium schlumbergeri
Galium schlumbergeri är en måreväxtart som beskrevs av Pierre Edmond Boissier. Galium schlumbergeri ingår i släktet måror, och familjen måreväxter.
Artens utbredningsområde är Syrien. Inga underarter finns listade i Catalogue of Life.